# Brittiska Togoland

Brittiska Togoland i ljusgrönt.

Brittiska Togoland var ett brittiskt mandatområde i Västafrika, som senare blev en del av Ghana. Det bildades 1916 genom att Tyska Togoland delades upp i två enheter, Franska Togoland och Brittiska Togoland, under första världskriget. 1922 kom Brittiska Togoland formellt under brittiskt styre och Franska Togoland under franskt styre.
Efter andra världskriget ändrades Brittiska Togolands status, och det ställdes under FN:s förvaltarskap, dock fortfarande under brittisk administration. Under Afrikas avkolonisering, hölls en folkomröstning i Brittiska Togoland 1956 för att avgöra territoriets framtid. En majoritet röstade för sammanslagning med Guldkusten, en brittisk kronkoloni. Nästan tre månader efter att de två territorierna formellt slagits samman i december 1956, erhöll Guldkusten självständighet som Ghana i mars 1957.
Brittiska Togolands huvudstad var Ho, som senare blev huvudstad i Voltaregionen i Ghana, och som till stora delar består av det tidigare mandatområdets territorium.

## Bakgrund
Territoriet Brittiska Togoland bildades efter Togolands delning den 27 december 1916, under första världskriget. Brittiska och franska soldater hade då redan börjat ockupera Togoland. Efter kriget, den 20 juli 1922, gav NF officiellt ansvaret till britterna.

## FN-mandat
Efter andra världskriget ställdes mandatet under FN:s förvaltarskap, med brittiskt ansvar. Under dessa år administrerades Brittiska Togoland som en del av Guldkusten, under namnet Trans-Volta Togo (TVT).

## Sammanslagning med Ghana
1954 meddelade Storbritannien till FN att man inte skulle kunna administrera området om Ghana blev självständigt. I december 1955 antog FN:s generalförsamling en resolution om att Storbritannien borde låta Brittiska Togolands framtida öde avgöras i en folkomrsötning  
Den 9 maj 1956 gick Brittiska Togoland till folkomröstning, övervakade av NF, för att välja om man ville gå samman med ett framtida självständigt Guldkusten eller fortsätta under brittiskt styre. Convention People's Party var för sammanslagning; Ewe-baserade Togoland Congress mot.  58% röstade för sammanslagning, med starkare stöd i nord än i syd. 
Den 13 december 1956 blev sammanslagningen verklig, och den 6 mars 1957 utropades det självständiga Ghana. 
Den södra delen blev Voltaregionen i Ghana.

### Fotnoter
1. ↑  Ghana Districts: "Volta Region" Arkiverad 26 september 2007 hämtat från the Wayback Machine.